# J'embrasse pas
Pour plus de détails, voir Fiche technique et Distribution.
J'embrasse pas est un film franco-italien réalisé par André Téchiné, sorti en 1991.
Le film suit Pierre qui décide de quitter sa région natale des Pyrénées pour monter à Paris et faire carrière dans le cinéma. Son seul contact est une infirmière rencontrée à Lourdes lorsqu'il était brancardier et qui l'avait vaguement invité à venir la voir s'il passait par la capitale. Elle ne peut malheureusement l'accueillir mais lui propose un travail de plongeur à l'hôpital. Il y rencontre Saïd qui lui présente un vieux couple d'homosexuels lors d'une soirée. Il va peu à peu découvrir, d'abord avec dégoût, le monde de la prostitution.

## Synopsis
Pierre (Manuel Blanc), jeune homme idéaliste à peine majeur originaire des Pyrénées, monte à Paris avec la vague idée de devenir comédien. La seule personne qu'il connaisse à Paris est Évelyne (Hélène Vincent), vieille fille infirmière d'une quarantaine d'années qu'il a rencontrée brièvement alors qu'il était brancardier à Lourdes. Celle-ci lui trouve un travail de plongeur à l'hôpital. Il y rencontre Saïd (Roschdy Zem) qui l'invite un soir à  faire la connaissance d'un couple de vieux homosexuels qu'il fréquente. Il s'agit de Romain Dumas (Philippe Noiret) - producteur renommé d'émissions culturelles à la télévision et habitué des lieux de prostitution masculine - et de Dimitri (Ivan Desny), violoncelliste qui a par le passé payé les faveurs de Saïd. Pierre est dégoûté par cette soirée. Romain le ramène quand même en voiture mais s'arrête entre-temps au bois de Boulogne en quête de garçons prostitués. 
Pierre, furieux de cette situation, s'enfuit de la voiture et va retrouver Évelyne. Ils passent la nuit ensemble et elle accepte de le loger dans sa chambre de bonne, caché des regards de sa vieille mère paralysée, avec qui elle habite. Pierre est un temps l'amant de sa logeuse et tente de suivre le soir des cours de théâtre, mais il  échoue lamentablement et, humilié, abandonne les cours. Au bout de quelque temps, Évelyne, qui ne se sent pas aimée comme elle le voudrait, rompt avec lui. Il s'estime à nouveau humilié quand elle lui laisse de l'argent et il le lui retourne, quittant la chambre de bonne. Il est au même moment renvoyé de son travail en raison de retards et absences répétés.
Se retrouvant à la rue, dormant dans les halls de gare, il se fait voler toutes ses affaires. Sans un sou, il va errer porte Dauphine où il rencontre à nouveau Romain : ce dernier le recueille chez lui et cherche à l'aider, mais Pierre refuse le soupçonnant de vouloir coucher avec lui. Romain lui propose alors de l'emmener à Séville où il doit tourner une émission, pour lui changer les idées. Mais là-bas, Pierre s'enfuit et rentre à Paris. Le jeune homme finit par gagner sa vie en se prostituant et s'habitue à ce mode d'existence qui selon lui le rend indépendant. Il précise à ses clients qu'il « n'embrasse pas », et prend comme pseudonyme « Romain ». 
À l'occasion d'une rafle, il rencontre Ingrid (Emmanuelle Béart), une jeune prostituée dont il tombe amoureux. Elle lui confie avoir rêvé de devenir chanteuse et il lui avoue n'avoir jamais vu la mer. Ils passent une nuit ensemble, la première pour Ingrid avec un homme qui n'est pas un client. Mais Ingrid met rapidement fin à leur relation sous la menace de son proxénète. Pierre tente malgré tout de revoir Ingrid, mais le proxénète l'attend un soir avec des complices. Pierre est passé à tabac et violé devant Ingrid, forcée à regarder la scène.
Pierre décide alors de faire son service militaire comme parachutiste. En permission dans sa famille, il dit à son frère qu'il n'a pas détesté Paris, au contraire, mais qu'il n'était alors pas encore prêt pour cette vie. La dernière image le montre seul sur une plage des Landes en train d'entrer dans la mer.

## Fiche technique
- Titre : J'embrasse pas
- Réalisation : André Téchiné
- Scénario : Michel Grisolia, Jacques Nolot et André Téchiné
- Photographie : Thierry Arbogast
- Montage : Claudine Merlin et Edith Vassart
- Musique : Philippe Sarde
- Décors : Vincent Mateu-Ferreur
- Costumes : Claire Fraisse
- Producteur : Jacques-Éric Strauss
- Sociétés de production : Bac Films, Ciné Cinq, Gruppo Bema, Président Films, Salomé (société)
- Pays d'origine :  France,  Italie
- Format : Couleurs - 2,35:1 - Dolby - 35 mm
- Genre : drame
- Durée : 115 minutes
- Date de sortie : 20 novembre 1991 (France)

## Distribution
- Manuel Blanc : Pierre Lacaze
- Philippe Noiret : Romain
- Emmanuelle Béart : Ingrid
- Hélène Vincent : Evelyne
- Ivan Desny : Dimitri
- Christophe Bernard : le mac
- Roschdy Zem : Saïd
- Raphaëline Goupilleau : Mireille
- Michèle Moretti : professeur d'art dramatique
- Philippe Adam : professeur d'art dramatique
- Jean-Christophe Bouvet : le client au bois
- Paulette Bouvet : la mère d'Evelyne
- Nathalie Schmidt : Marguerite, assistante de Romain
- Grégory Herpe : le bel étudiant

## À noter
- Le tournage s'est déroulé à Mont-de-Marsan dont une bonne partie dans les locaux de la caserne Bosquet de Mont-de-Marsan hébergeant le 6e R.P.I.Ma. (ceux de la 1re compagnie et de la compagnie de commandement et de service plus précisément) dans les Landes[1], ainsi qu'à Paris[2]. L'avant-dernière scène est tournée dans la gare de Mont-de-Marsan
- Le film est inspiré de la vie du comédien et réalisateur Jacques Nolot, coscénariste du film[3]. Durant ses pérégrinations, il avait fréquenté Roland Barthes, dont est inspiré le personnage de Romain, joué par Philippe Noiret[4].
- Le personnage d'Ingrid est inspiré de celui de Loulou, film de Georg Wilhelm Pabst en 1929[5].
- Le personnage de Pierre Lacaze est inspiré de la vie de Francis Renaud[réf. nécessaire].

## Distinctions

### Récompenses
- Nomination au César du meilleur réalisateur et meilleur second rôle féminin (Hélène Vincent) lors des César du cinéma 1992.
- César du meilleur espoir masculin (Manuel Blanc) lors des César du cinéma 1992.
- Nomination au Globe de cristal lors du Festival international du film de Karlovy Vary 1992.